# Hydrichthys cyclothonis
Hydrichthys cyclothonis är en nässeldjursart som beskrevs av Damas 1934. Hydrichthys cyclothonis ingår i släktet Hydrichthys och familjen Hydrichthyidae. Inga underarter finns listade i Catalogue of Life.